# Карл Тешинський
Ерцгерцог Карл Людвіг Йоганн Йозеф Лаврентіус Австрійський, герцог Тешинський (нім. Erzherzog Carl Ludwig Johann Joseph Laurentius von Österreich, Herzog von Teschen 5 вересня 1771, Флоренція, Італія — 30 квітня 1847, Відень) — великий полководець, ерцгерцог Австрійський і герцог Тешинський, третій син імператора Леопольда II і Марії Луїзи Іспанської, 54-й великий магістр Тевтонського ордена (1801–1804).
Тешинське герцогство успадкував від дядька, принца Альберта Саксонського, сина польського короля Августа III, в 1822 році. Родоначальник Тешинської гілки дому Габсбургів.

## Військова кар'єра
Дитинство провів у Тоскані. З волі батька Леопольда II, незабаром після його коронації (9 жовтня 1790 року) в листопаді 1790 Карл був усиновлений своєю тіткою, ерцгерцогинею Марією Крістіною і герцогом Альбертом Саксен-Тешинським, які не мали власних дітей.
З юності у Карла були епілептичні напади. Спочатку батьки хотіли, щоб він почав церковну кар'єру через слабкість здоров'я, однак за велінням його дядька імператора Йосифа II його призначають на військову службу. За традицією Віденського двору, Карл-Людвіг-Йоганн в п'ятирічному віці був призначений командиром піхотного полку Його імператорської величності. У 1791 році він разом з батьками переїжджає в Нідерланди.
Військову кар'єру Карл почав під час революційних воєн в 1792 році. Перше бойове хрещення відбулося в битві при Жеммапі.
У 1793 році командував кавалерійським полком в битві при Альтенховені. У тому році ж його призначають губернатором Нідерландів і надають звання фельдмаршал-лейтенанта. Одночасно він залишається воєначальником в австрійській діючої армії принца Кобурга. Незабаром отримує чергове звання фельдцейхмейстера. Брав участь в битві при Флерюсі. Однак, посварившись з головнокомандувачем принцом Кобургом через дії у війні проти Франції, Карл змушений повернутися до Відня.
У 1796 році Карл-Людвіг-Йоганн повернувся в армію і призначений спершу командувачем Нижньорейнського, а потім Верхньорейнської австрійськими арміями. Йому було надано звання генерал-фельдмаршала. Командування австрійськими арміями ерцгерцог Карл почав успішно: він здобув над французькими військами ряд перемог і відтіснив їх за Рейн. Він запропонував віденському уряду і гофкрігсрату наступний план дій: укласти на Рейні перемир'я з французами, а його армію звідти перекинути на північ Італії. Однак його план не був прийнятий. Після невдач австрійців в Італії в тому ж році він отримав начальство над залишками тієї армії, але виправити становище вже не міг, і кампанія скоро закінчилася Леобенським перемир'ям.
У війні 1799 року Карл командував австрійською армією, зосередженою на березі річки Лех і після перемоги біля Штокахе примусив Журдана відійти за Рейн. Подальшим його успіхам завадили розпорядження австрійського гофкрігсрата. Невдоволення Карла-Людвіга-Йоганна було настільки сильним, що полководець в 1801 році залишив пост командувача і поїхав в місто Прагу. Однак відразу ж за ним туди був відправлений посланець з Відня з проханням очолити захист Богемії від французів. Для цього ерцгерцог Карл сформував Богемський корпус волонтерів, але очолити його не зміг через хворобу.
У 1800 році, після поразок, нанесених австрійцям при Маренго і Гогенліндені, Карл погодився знову прийняти командування армією, упорядкував відступ військ і уклав з французами перемир'я, яке послужило підставою Люневільського миру.
З 1800 року по 1809 рік він є генерал-губернатором Богемії.

## Період перших реформ
9 січня 1801 року Карл був призначений Президентом Гофкрігсрату (Придворної військової ради) і фельдмаршалом. Він почав реформувати австрійську армію. У грудні 1801 року було засновано Військове міністерство. В обов'язки Військового міністерства входила турбота про фінанси, що стосуються всієї армії та ведення воєн. В результаті реформ Карла 1802 року було проведено наступні зміни:
- Розформовані легкі піхотні батальйони й перетворені в Тірольський єгерський полк. Також були розформовані два старих кавалерійських полку — Єгерський кавалерійський полк (Jäger zu Pferd) і Слов'янський прикордонний гусарський полк (Slavonische Grenz-Husaren-Regiment).
- Сформовано 3 уланських полку.
- Артилерія була реорганізована. Була впроваджена лінійна і резервна система.
- Сапери та мінери тепер мали окремі корпуси. Інженери, під командуванням генерал-квартирмейстера, повинні були бути сформовані тільки на випадок війни.
- Генеральний штаб був розділений на 3 секції: Ад'ютантська служба зі штабом генерал-квартирмейстера для навчання нових офіцерів, Топографічний відділ і Військовий архів.

Навесні 1804 року були закінчені перші реформи Карла.
Багато в чому він перетворив австрійську військову систему, але не міг повністю викорінити старі звичаї та дух становості в війську. Військово-реформаторська діяльність Карла була настільки разючою, що його прихильники звернулися в 1802 році до австрійського уряду з клопотанням поставити фельдмаршалу пам'ятник, як рятівникові вітчизни. Але Карл рішуче відмовився від такої честі.

## Війна 1805 року
У 1805 році за наполяганням ерцгерцога гофкрігсрата був перетворений у військове міністерство. Його першим міністром став сам Карл.
У тому ж році, командуючи військами в Італії, Карл бився при Кальдієро.

## Період других реформ
1806 року імператор призначив ерцгерцога Карла військовим міністром з необмеженими правами. Для повного втілення своїх реформ Карлу потрібне було повне командування над усією імператорською армією і перш за все над гофкрігсратом. Однією з ідей Карла була концентрація всієї армії в руках одного командувача. Карл в листі до свого брата, імператора Франца II, пише:
|  | Перший крок для досягнення цієї мети, я думаю, Ваша Величносте, полягає в тому, що я повинен стати генералісимусом на чолі всієї армії |

Після цього листа імператор Франц надає Карлу звання генералісимуса і головнокомандувача австрійською армією. Таким чином, Карл отримує повні адміністративні та командні права над усією імператорською армією і продовжує здійснювати свої реформи. Карл вибирає собі трьох ад'ютантів, які будуть допомагати йому в реформуванні армії. Це: граф Філіп Грюн, генерал-квартирмейстер Майєр і його особистий генерал-ад'ютант барон Вімпффен.

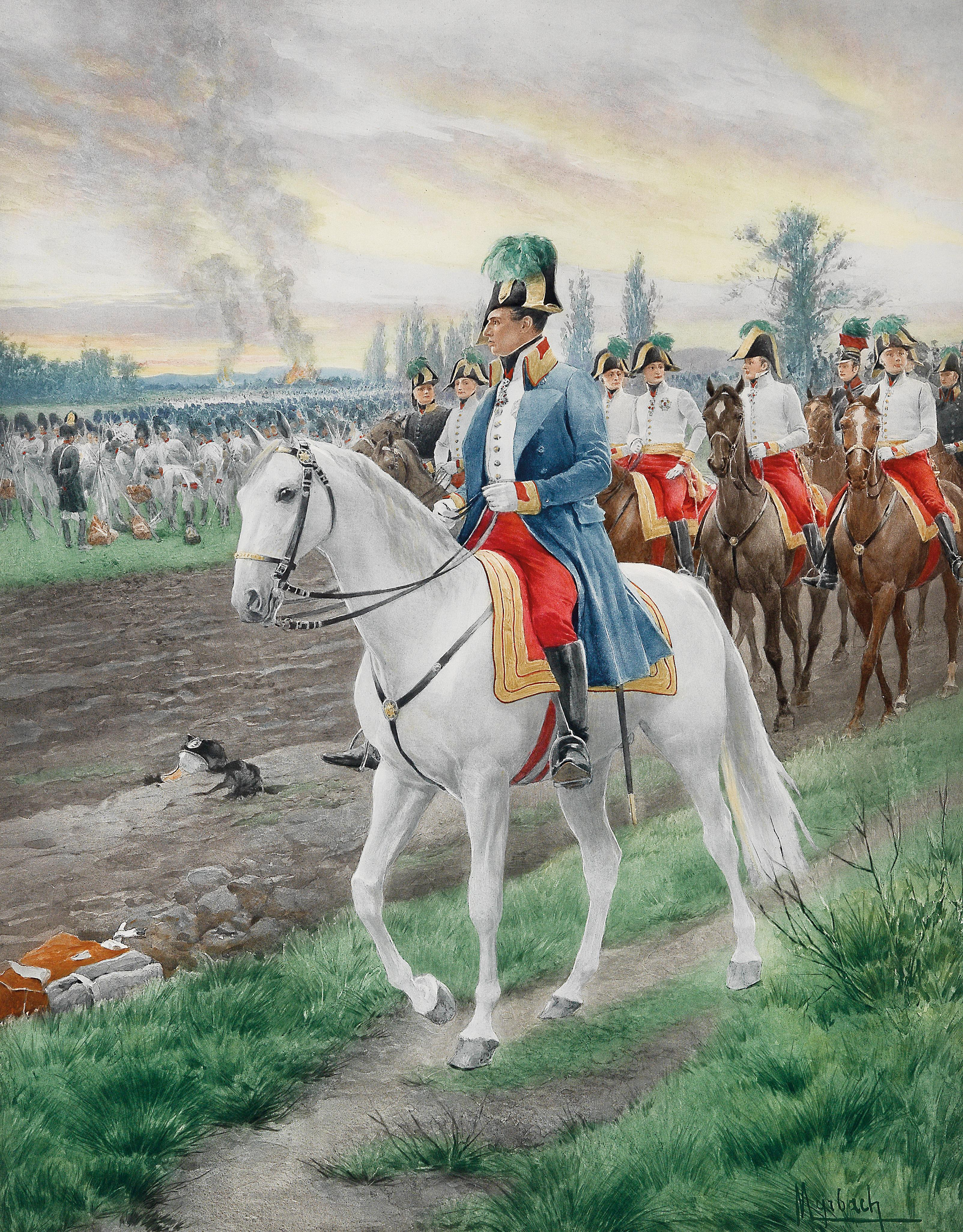
Феліціан Мірбах. Ерцгерцог Карл зі штабом (бл. 1900)

У січні 1806 року в відставку було відправлено не менш 25 генералів. Їх замінили молодші генерали. Було реорганізовано і практично створений новий гофкрігсрат, який тепер був здатний вирішувати військові завдання швидше попереднього. Вся армія тепер мала фіксовану розстановку на мирний час. Була також вдосконалена рекрутська система. Карл не став створювати нові підрозділи військ, проте провів реорганізацію структури піхотних полків до реформ фельдмаршала Мака. Полки мали складатися з двох польових батальйонів, по 6 рот в кожному, і резервного батальйону з 4 рот. Дві кращі гренадерські роти кожного піхотного полку в випадку війни повинні були бути об'єднані й координувати свої дії з іншими гренадерськими підрозділами для створення гренадерських батальйонів. Був повернений елітний резерв армії.
Карл також розпочинатиав реорганізацію артилерійських частин. Він розумів, що для ведення сучасної війни потрібна мобільна артилерійська система за участю транспорту. У 1806 році полкові артилерійські роти були відкликані й разом з іншими різними артилерійськими частинами узялися до формування 4-х полків в кожному по 4 батальйону. Кожен артилерійський батальйон складався з 4-х рот або батарей. У 1807 році Карл прибрав з полків і батальйонів гармати, з яких були сформовані артилерійські бригади. Таким чином, можна було концентрувати вогонь батарей на певній важливій ділянці, а не розосереджувати їх, як це було раніше.
У 1808 році Карл формує ще 7 нових батальйонів з досвідчених офіцерів і кадрів. У 1809 році був сформований 11-й єгерський батальйон.
Карл розвинув ідею територіальних резервів, яка базувалася на концепції, що основу армії має становити народне ополчення. Така система повинна була мати оборонний характер. Перш за все, для підтримки військової сили, 12 червня 1806 року було створено Резерв (Reserve-Anstalt). Сам Карл особисто відстежував діяльність цієї структури. Кожен полк повинен був мати 2 батальйони по 600-700 осіб в кожному. Термін служби тривав від 17 до 40 років. Пізніше, 9 червня 1808 імператор Франц, за наполяганням Карла, заснував Інститут народного ополчення в Австрійській імперії, таким чином замінивши раніше створений резерв. Згідно з цим законом всі чоловіки в віці між від 18 до 45 років зі спадкових областей (Австрія, Моравія, Богемія, Сілезія, Галичина) повинні були пройти службу в військах народного ополчення. Кожна провінція була розділена на округи, кожен з яких повинен був сформувати від 1 до 5 батальйонів з 6-ма ротами в кожній. Командування над кожною бойовою одиницею повинен був брати на себе відставний офіцер регулярної армії або хтось із дворян і поміщиків. 22 червня 1808 року Карл разом з графом Францем фон Сауран, прибуває в Зальцбург для організації народного ополчення. Наполеон був настільки стурбований створенням нової оборонної системи з народного ополчення і згодом, після війни, однією з умов, поставлених Францією перед Віднем, була ліквідація інституту народного ополчення.
Попри проведені реформи, Карл добре розумів, що його країна ще не готова до війни з таким сильним суперником, як Наполеон.
При ерцгерцогу Карлі, до 1809 року, загальна чисельність австрійських військ досягала 630 000 осіб.

## Війна 1809 року

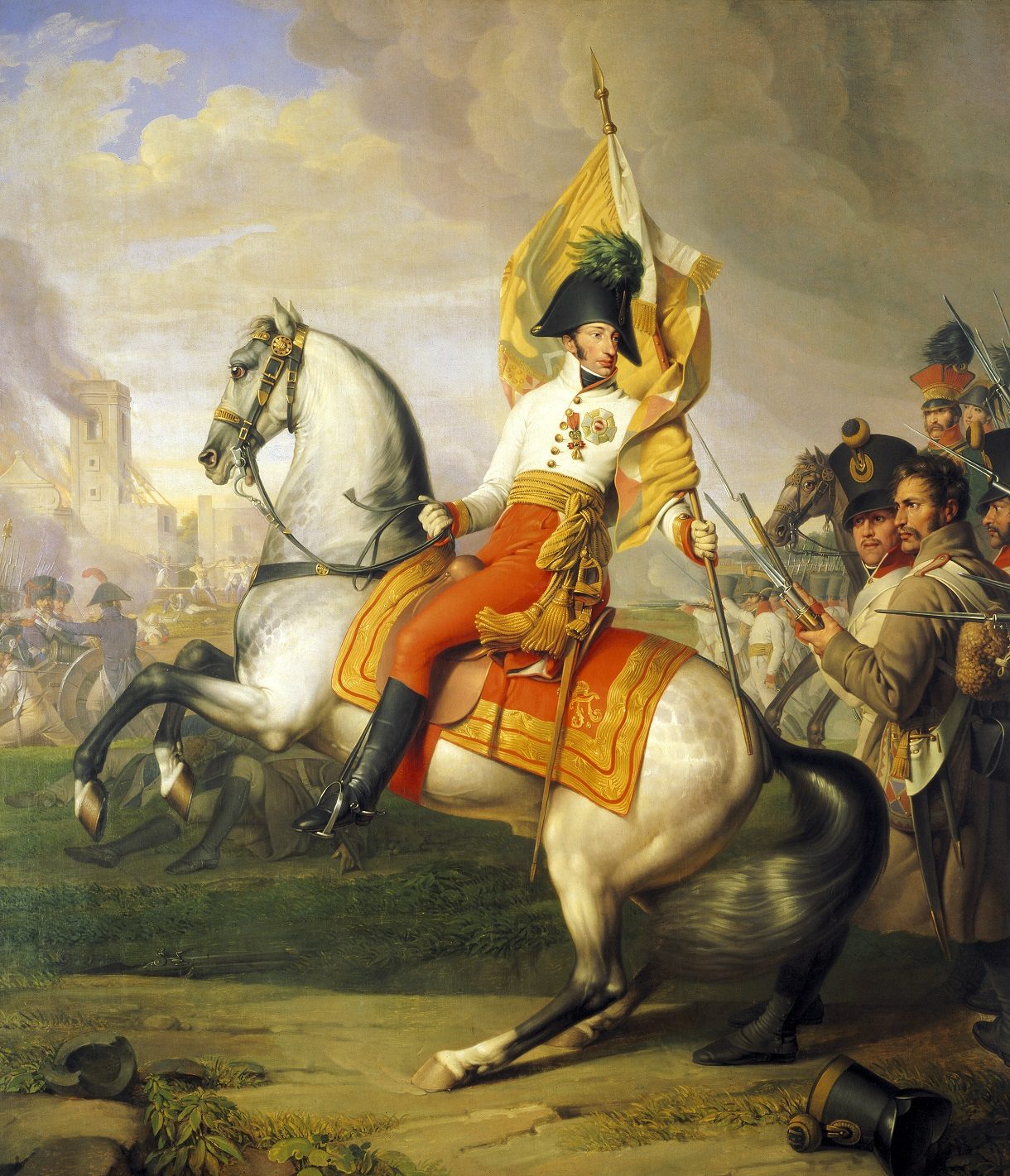
Йоганн Петер Крафт. Ерцгерцог Карл в битві при Асперні (бл. 1809)

У 1809 році, на самому початку нової війни з Наполеоном, Карл був поставлений на чолі всіх австрійських армій. Його успіху заважав брак рішучості й твердості; він не завжди умів змусити своїх братів, що командували окремими арміями, підкорятися своїй волі. Нелюбий при дворі, Карл і тут зустрічав ворожі до себе ставлення. При цьому він зробив, що міг: перемогою при Асперні довів можливість узяти гору над непереможним досі Наполеоном, а після невдалої для австрійців битви під Ваграмом зумів зробити своєчасний і майстерний відступ.
У війні 1813–1814 років і кампанії 1815 року Карл не брав участі. Головнокомандувачем австрійськими військами в ці роки був Шварценберг. У 1815 році Карла призначили військовим губернатором фортеці Майнц.
10 лютого 1822 року успадкував Тешинське герцогство. Під час Бельгійської Революції Національний Конгрес Бельгії розглядав його як кандидата на трон.
Карл помер 30 квітня 1847 року у Відні у 75-річному віці. Він був похований в могилі 122 в новому склепі в імператорській усипальниці в церкві Капуцинів у Відні.

## Родина

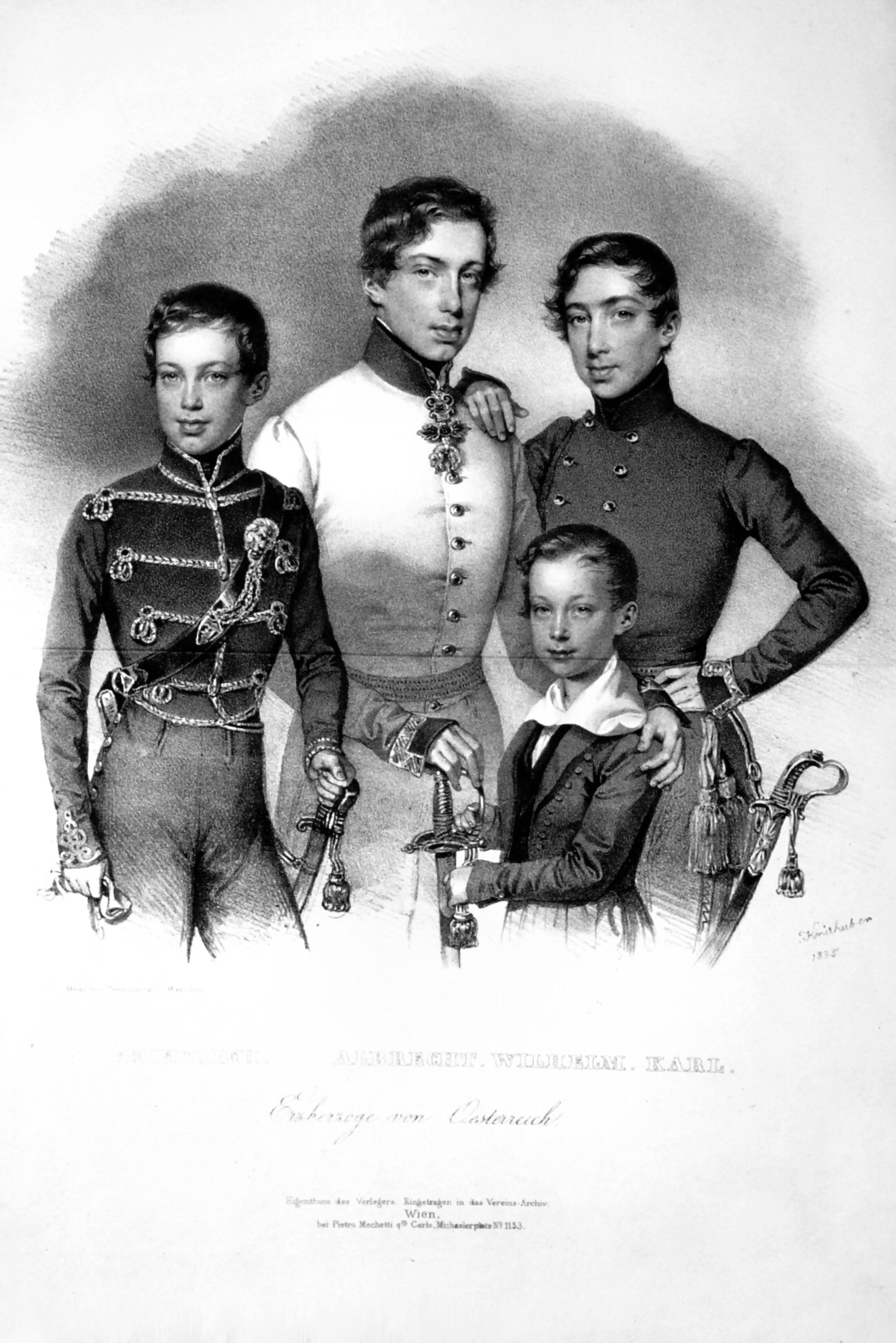
Йозеф Кріхубер. Сини ерцгерцога Карла: Фрідріх Фердинанд Леопольд, Альбрехт Фрідріх Рудольф, Карл Фердинанд, Вільгельм Франц Карл (1835)

17 вересня 1815 року Карл одружується із Генрієттою Нассау-Вайльбурзькою, дочкою Фрідріха Вільгельма Нассау-Вайльбурзького.
Діти:
- Марія Тереза (31 липня 1816, Відень — 8 серпня 1867, Албано). Вийшла заміж за короля Обох Сицилій Фердинанда II 27 січня 1837 року в Неаполі.
- Альбрехт Фрідріх Рудольф (3 серпня 1817, Відень — 18 лютого 1895, Арко), герцог Тешинський. Одружився з принцесою Хільдегардою Баварською (10 червня 1825 року — 2 квітня 1864 року) 1 травня 1844 року.
- Карл Фердинанд (29 липня 1818, Відень — 20 листопада 1874, Зідлоховіце). 18 квітня 1854 року одружився з ерцгерцогинею Єлизаветою Францискою Австрійською (17 січня 1831 — 14 лютого 1903).
- Фрідріх Фердинанд Леопольд (14 травня 1821, Відень — 5 жовтня 1847, Відень) — віцеадмірал, одруженим не був, дітей не мав.
- Рудольф (25 вересня 1822, Відень — 11 жовтня 1822, Відень)
- Марія Кароліна (10 вересня 1825, Відень — 17 липня 1915, Відень). 21 лютого 1852 року вийшла заміж за ерцгерцога Райнера Австрійського (11 січня 1827 — 27 січня 1913).
- Вільгельм Франц Карл ( 21 квітня 1827, Відень — 29 липня 1894, Вейкельсдорф) — магістр Тевтонського ордену.

## Твори
Історичні твори Карла мають велику цінність як військова література, утім його дидактичні твори, що стосуються військової справи, хибують деякою однобічністю. З-поміж творів Карла найприкметніші: «Grundsätze der Strategie» (пояснені описом походу 1796 р) і «Geschichte des Feldzuges v. 1799 in Deutschland u. in der Schweiz». Безліч його монографій надруковано в австрійському військовому журналі, під буквою C. Вперше ним було сформульовано основний принцип стратегії — принцип зосередження сил.

## Пам'ять

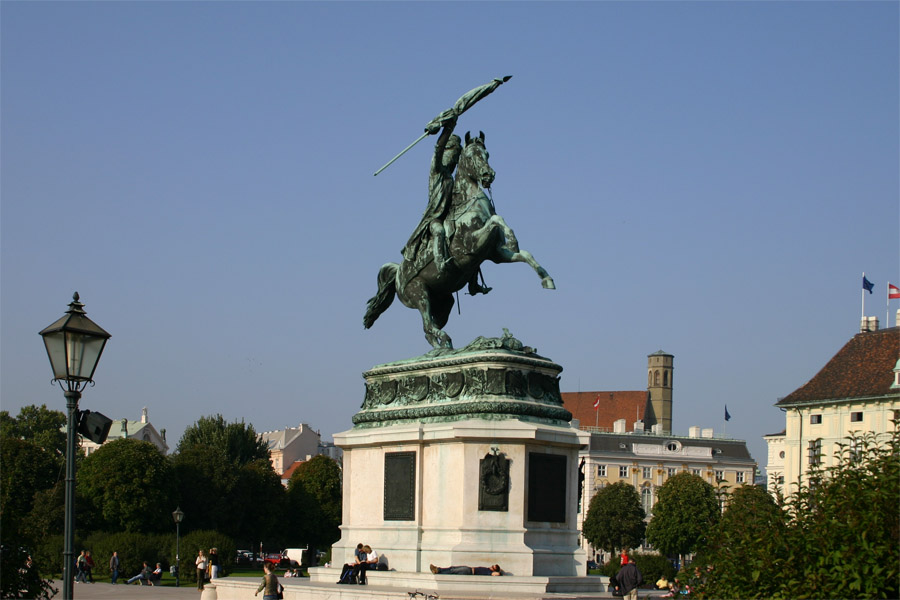
Пам'ятник ерцгерцогу Карлу на площі Гельденплац в Відні

- На честь ерцгерцога Карла була названа китайська квітка.[11][12]
- У 1848 році, через рік після смерті Карла, було вирішено увіковічити пам'ять знаменитого полководця пам'ятником. Він був споруджений скульптором Антоном Домініком Фернкорном і відкритий 21 травня 1860 року. На його будівництво пішло понад 7 років. Пам'ятник був встановлений на площі Героїв у Відні.
- 3-й Моравський піхотний полк австрійської армії, шефом якого він був призначений в 9-річному віці, мав його ім'я з 1780 року до самої смерті полководця.[13]